# Ferdinand von Zeppelin
|  | Per a altres significats, vegeu «Zeppelin (desambiguació)». |

Ferdinand von Zeppelin   (Constança, 8 de juliol de 1838 - Berlín, 8 de març de 1917) fou un general alemany, enginyer i posteriorment fabricant d'aeronaus. És el fundador de la companyia Zeppelin i inventor dels dirigibles que porten el seu nom.
Des de la dècada de 1880, Zeppelin estava interessat en el problema dels dirigibles i el 1899 va començar la construcció del primer dirigible rígid, el Zeppelin LZ 1 amb el qual va fer tres ascensos al llac de Constança prop de Friedrichshafen, Alemanya. L'èxit de l'intent va causar una eufòria que el va animar a continuar amb la seva investigació: la segona versió del seu invent va ser finançat enterament per donacions i recaptacions. Irònicament, la majoria dels fons es va produir després de la caiguda de Zeppelin LZ4 el 1908 a Echterdingen. Una campanya de recaptació de fons va permetre recaptar de 6 milions de marcs, que van ser utilitzats per crear l'empresa Luftschiffbau Zeppelin GmbH i una base de Zeppelins.
El mateix any, l'exèrcit ja es va comprar la zona d'aterratge funcional. A partir de 1909, els Zeppelin s'utilitzen en l'aviació civil. Fins a 1914, el Deutsche Luftschiffahrtsgesellschaft D transporta al voltant de 35.000 persones en 1.500 vols sense un sol incident.
Durant la Primera Guerra Mundial (1914-1918) van ser emprats més de cent dirigibles per l'exèrcit i la marina d'Alemanya, tant en tasques de reconeixement (amb un paper important en la batalla de Jutlàndia) com per al bombardeig aeri del territori enemic (els alemanys van bombardejar diversos punts d'Anglaterra entre 1915-1917). No obstant això, la seva lentitud, la seva grandària i la seva fragilitat els feia molt vulnerables a l'artilleria antiaèria, un cop que aquesta va fer la seva aparició, per la qual cosa es van deixar d'emprar per als bombardejos després del fracàs d'un atac sobre Londres el 1917.
El comte von Zeppelin va morir el 1917, poc abans de la final de la Primera Guerra Mundial. Per això no ha va arribar a veure la suspensió temporal d'activitat del projecte Zeppelin pel Tractat de Versalles, ni la segona edat d'or de les seves aeronaus sota el seu successor Hugo Eckener.
El desastre del Hindenburg, (LZ129 Hindenburg) del 6 maig de 1937 a Lakehurst (EUA), finalment ha tancat la història dels grans dirigibles per al seu ús comercial.